# جام خیریه انگلستان ۱۹۸۵
 جام خیریه انگلستان ۱۹۸5 ، ۶3امین رقابت سالانه مابین قهرمانان لیگ دسته اول فوتبال انگلستان و جام حذفی فوتبال انگلستان است. 
این مسابقه در تاریخ ۱۰ آگوست ۱۹۸5 مابین تیم‌های اورتون و منچستر یونایتد در ورزشگاه ومبلی لندن برگزار شده‌است. 
تیم اورتوندر این مسابقه با نتیجه دو بر صفر به پیروزی رسید.

## جزئیات مسابقه
| اورتون       | ۲ – ۰ | منچستر یونایتد |
| ------------ | ----- | -------------- |
| استیون · هیث |       |                |